# Tumulus
Un tumulus désigne, en archéologie, une éminence artificielle, de forme diverse, recouvrant souvent une sépulture. Il existe des tumulus sur tous les continents où la civilisation humaine s'est développée. Leur architecture et leur période de construction varient selon les civilisations ou cultures qui les ont construits. Au Néolithique, le tumulus est un élément à part entière de l'architecture funéraire mégalithique.

## Étymologie
Le mot tumulus provient du latin et a été francisé. Le pluriel latin est tumuli mais son usage est tombé en désuétude et la réforme de l'orthographe de 1990 accepte le pluriel tumulus.

## Définition et architecture

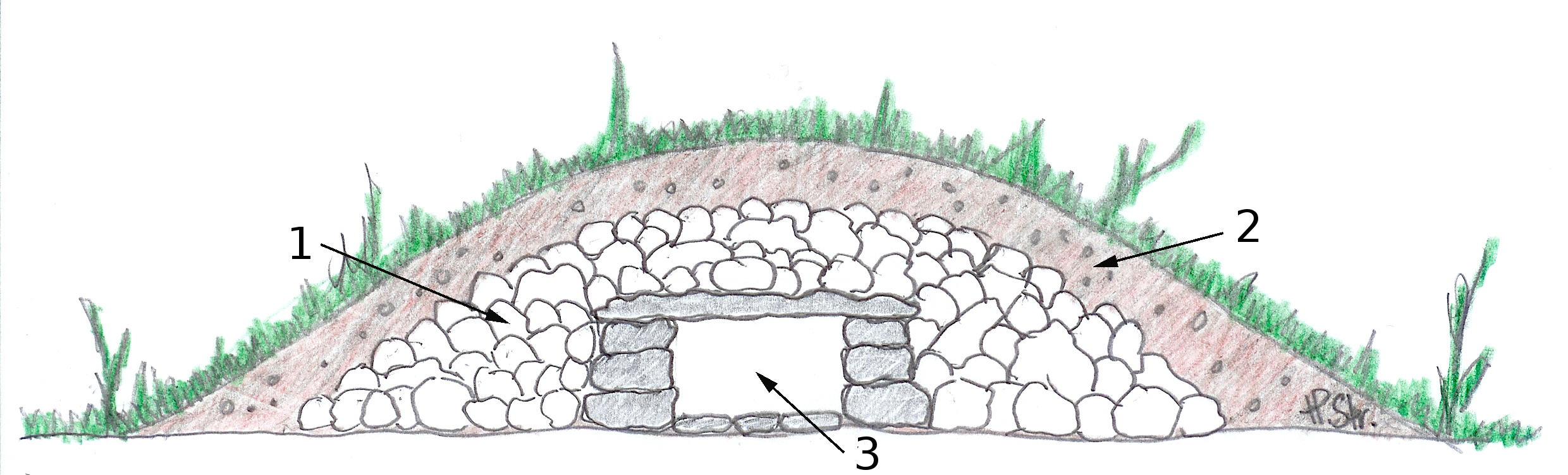
Vue en coupe d'un tumulus.

Un tumulus est un tertre artificiel recouvrant généralement, mais pas systématiquement, une ou plusieurs tombes. Il se distingue ainsi du tertre, dont l'origine peut être naturelle et qui n'est constitué que de terre, alors qu'un tumulus est constitué de terre et de pierres et du cairn, d'origine artificielle et constitué uniquement de pierres disposées de manière ordonnée ou non. Jusqu'au début du XXe siècle, on employait aussi en français le mot synonyme de tombelle.
La construction d'un tumulus est destinée à recouvrir une ou plusieurs sépultures. La plupart sont de forme circulaire mais ils peuvent aussi prendre diverses formes géométriques (carré, rectangle, trapèze, ovale). Avec le temps, la qualité de la construction, l'érosion naturelle, les réutilisations postérieures à la construction, le pillage des sépultures qu'ils abritent peuvent modifier la forme d'origine.

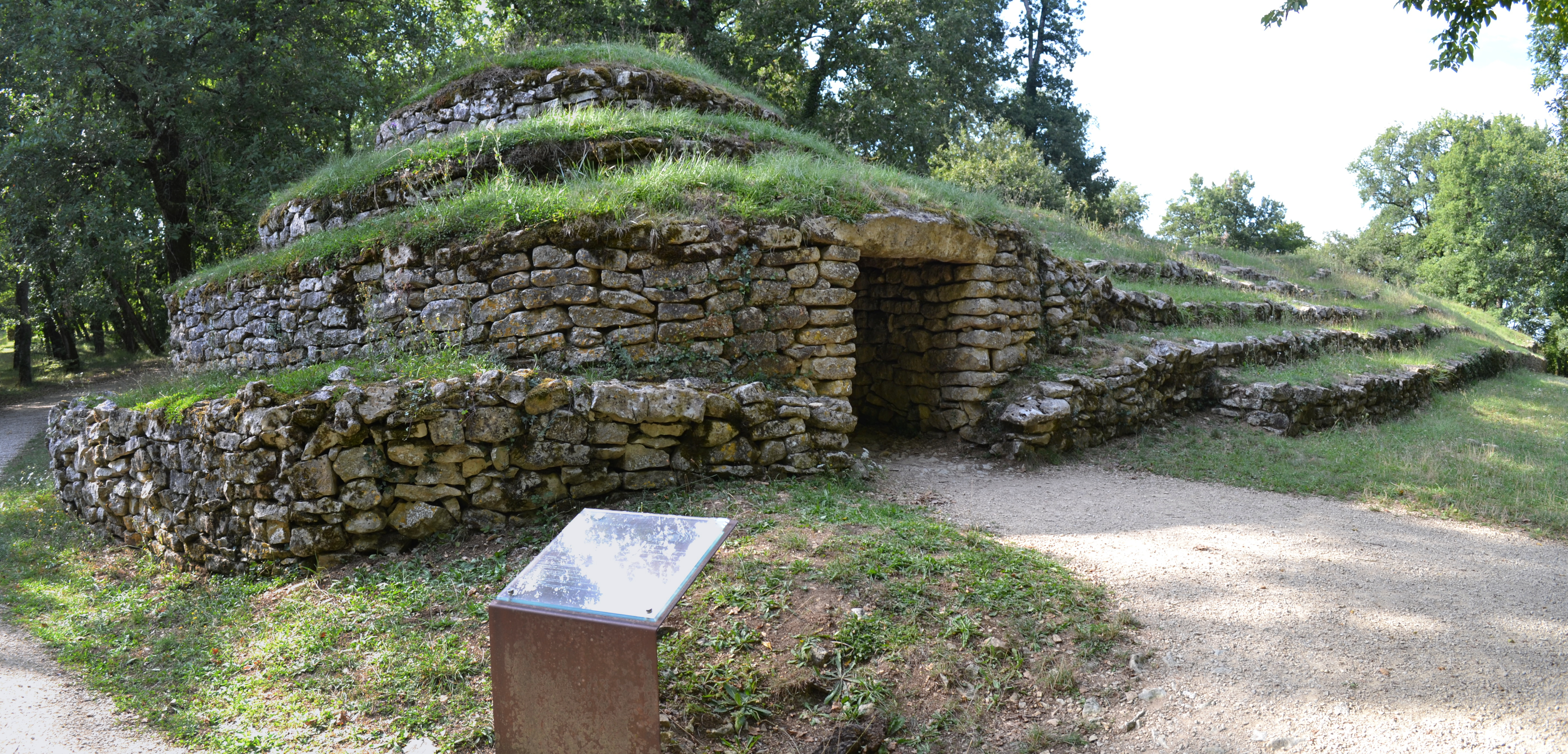
Tumulus F en gradins à Bougon

Selon les monuments, la masse du tumulus est constituée d'une architecture plus ou moins élaborée (dépôt en vrac des matériaux, construction de murs internes ou de compartiments en pierre avec comblement des espaces avec de la terre, dispositifs divers de contrepoussée). Le périmètre du tumulus, parfois appelé péristalithe, peut être délimité par un parement répondant aussi bien à des considérations architecturales (contrepoussée de la masse du tertre) qu'esthétiques (simples murets en pierre sèche, alternance de blocs de taille ou de nature différente, orthostates soigneusement agencées...). Certains tumulus très élaborés peuvent être structurés avec plusieurs parements concentriques et comporter une élévation en gradins. Si la taille du tumulus est généralement proportionnelle à celle de la tombe qu'il renferme, durant le Néolithique, des tumulus totalement disproportionnés, appelés tumulus longs, ont été construits notamment en France et en Grande-Bretagne. Le tumulus est un élément à part entière de l'architecture mégalithique : à l'origine, tous les dolmens datés du Néolithique comportaient un tumulus ou un cairn de protection.
Là où les tombes sont protégées par un tumulus, elles peuvent être de dimensions et de types très variables : simple dépôt d'ossements brûlés, petit coffre ou ciste, dolmen, hypogée. Le terme tumulus est aussi utilisé par défaut lorsque l'architecture de la tombe qu'il recouvre et la composition sédimentaire du monument (terre, pierres, les deux) demeurent inconnues en l'absence d'une fouille archéologique. Les concentrations de tumulus sur un espace géographique restreint peuvent aboutir à la constitution de véritables nécropoles.

## Destruction
De par leur nature (éminence clairement visible dépassant du sol) et leur destination (protection d'une ou plusieurs tombes), les tumulus attirent la curiosité humaine et de nombreux tumulus ont été pillés au cours du temps. La convoitise pour les trésors supposés y être abrités n'est pas l'unique cause de leur destruction partielle ou totale. Quand le tumulus renferme un cairn, les pierres qui le constituent peuvent servir de carrière d'extraction pour les populations environnantes, quand le tumulus se dresse dans des zones de cultures, sa présence gêne les travaux agricoles (tout particulièrement avec l'essor du machinisme agricole). A contrario, le tumulus a pu être conservé ou réaménagé dans la mesure où son relief constituait une occasion de réutilisation comme soubassement à des constructions défensives (fortification protohistorique, motte féodale, blockhaus de la Seconde Guerre mondiale) ou comme butte de tir pour l'artillerie.

## Répartition dans le monde
Il existe des tumulus sur tous les continents où la civilisation humaine s'est développée. Leur architecture et leur datation varient selon les civilisations ou cultures qui les ont construit.
En Afrique, les plus anciens tumulus connus sont situés en Algérie et en Égypte. Pour les Égyptiens de l'Antiquité, le tumulus représente la butte émergeant de l'océan primordial d'où naquit le soleil dans la mythologie héliopolitaine. Les tumulus sont utilisés dans l'architecture funéraire jusqu'à la fin de période prédynastique, durant l'Ancien Empire ils seront remplacés par les mastabas et les pyramides. En Algérie, les tumulus apparaissent dès le Néolithique, liés aux tombes mégalithiques, et leur utilisation perdure jusque dans l’Antiquité (mausolée royal de Maurétanie, Madracen).
En Amérique du Nord, des tumulus ont été découverts au Canada (L'Anse Amour, tumulus Augustine, sur la presqu'île de Plaisance) et aux États-Unis (Mound Builders).

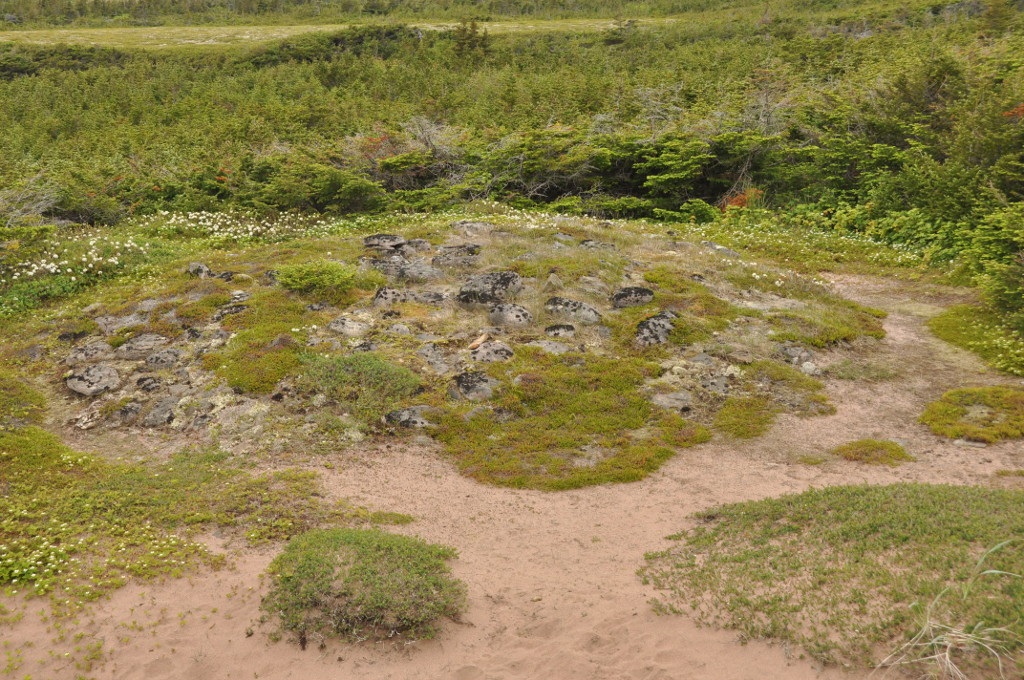
Tumulus préhistorique de l'Anse Amour.
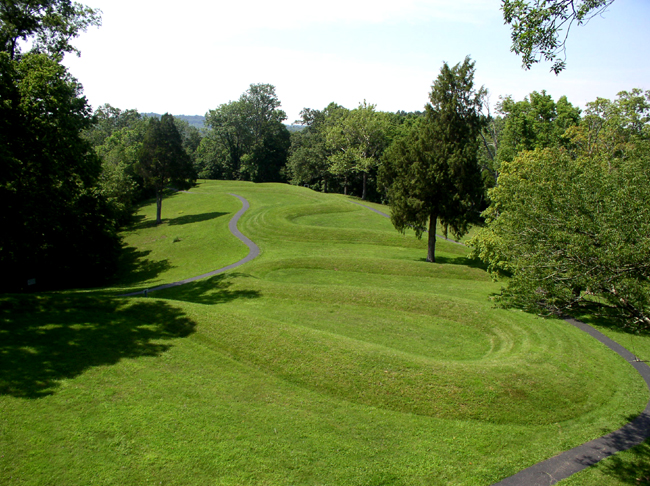
Serpent Mound dans l'Ohio.
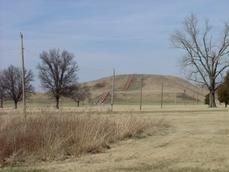
Monk's Mound.

En Asie, les Pyramides chinoises sont des tumulus abritant la sépulture de hautes personnalités, situées principalement dans la (province du Shaanxi) et au Japon, les kofun sont des tumulus mégalithiques qui furent construits entre le IVe et le VIIe siècle.

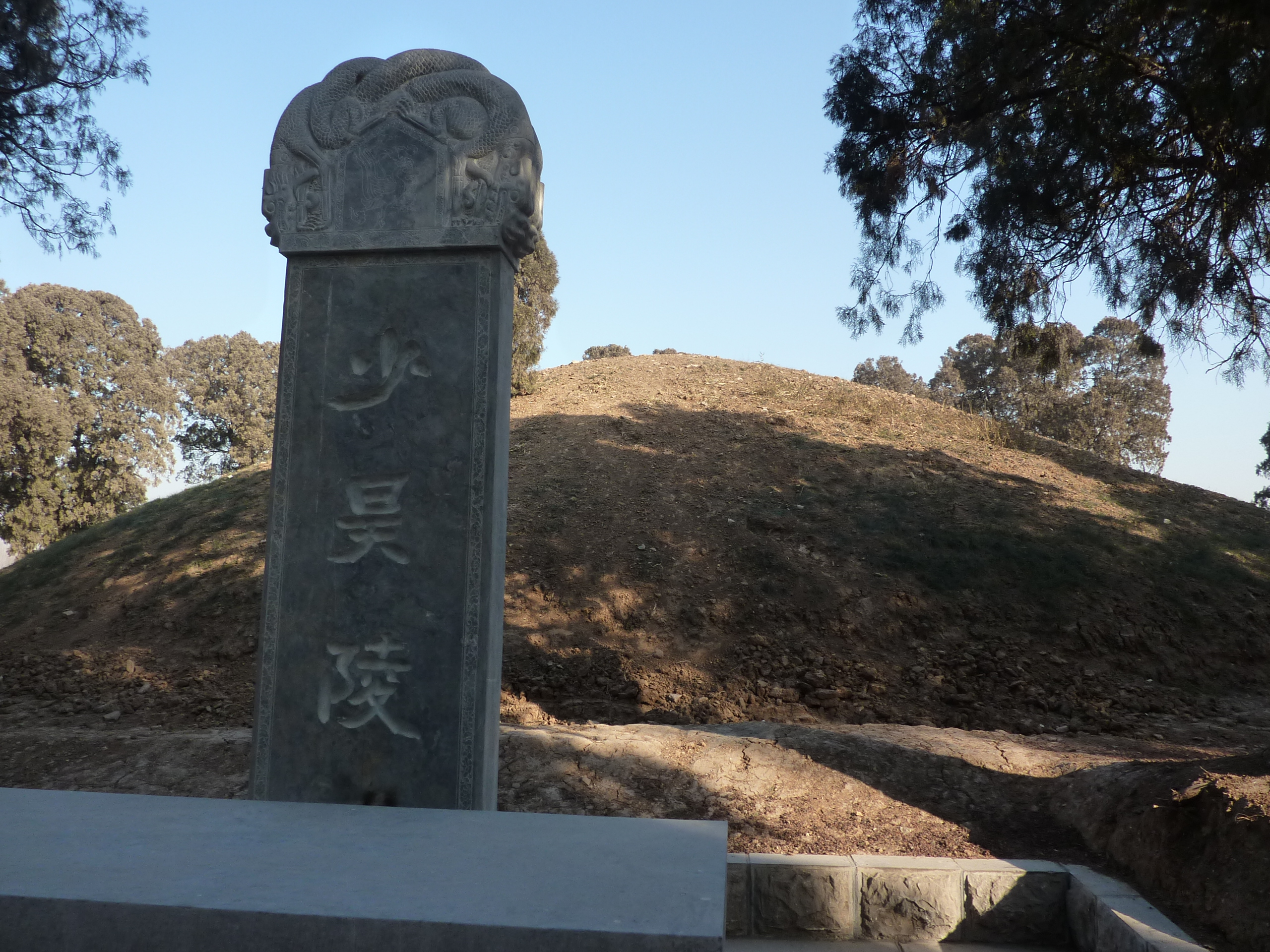
Tumulus de Shaohao.
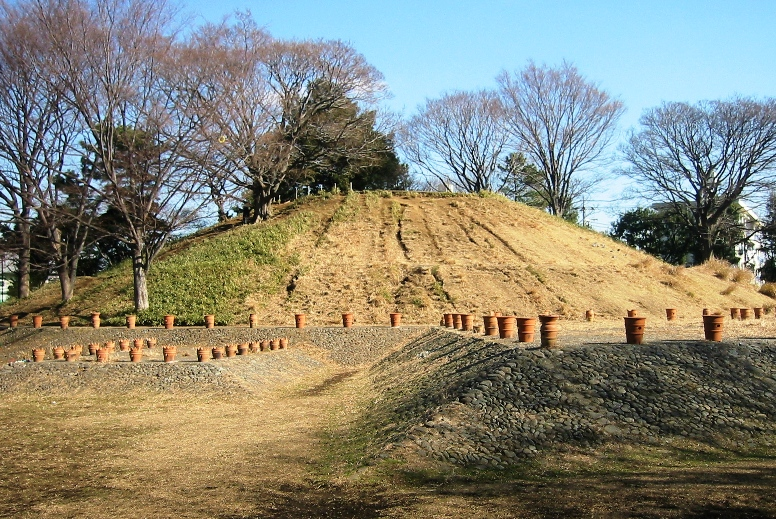
Kofun de Noge-Ōtsuka

En Europe, les tumulus sont très nombreux. Leur construction est principalement liée à l’essor du mégalithisme au Néolithique mais le phénomène perdure durant la période protohistorique et l'Antiquité au Royaume-Uni (Sutton Hoo, Silbury Hill), en Italie (tumulus étrusques), en France, en Belgique, en Suisse (tumulus de Moncor), en Grèce, en Bulgarie (tombeaux thraces), en Pologne (tumulus de Krakus), en Russie (kourgane). Au XXIe siècle, en Angleterre, des columbariums ont été construits sous forme de tumulus (Long Barrow at All Cannings et Soulton Long Barrow).

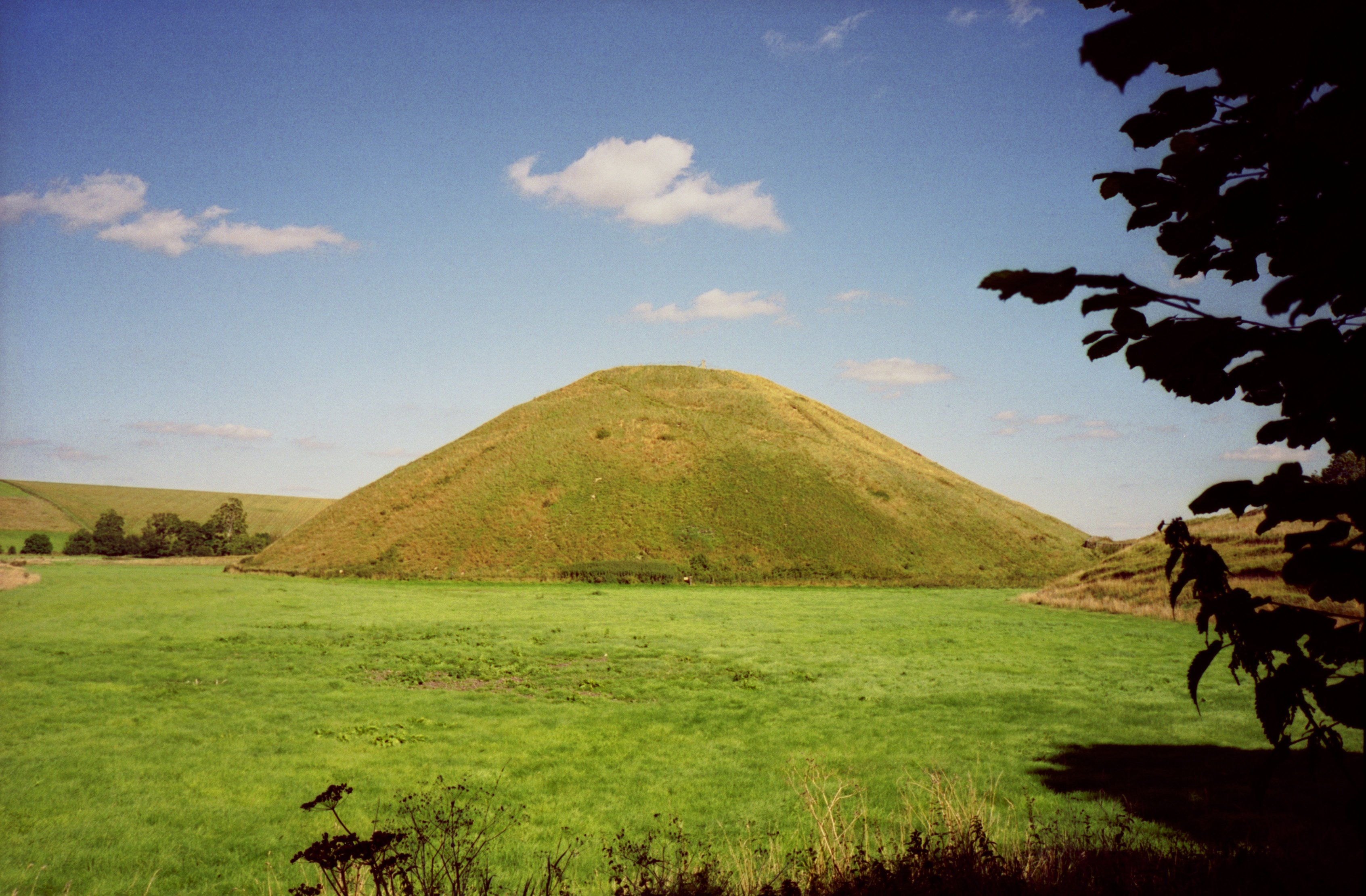
Silbury Hill.
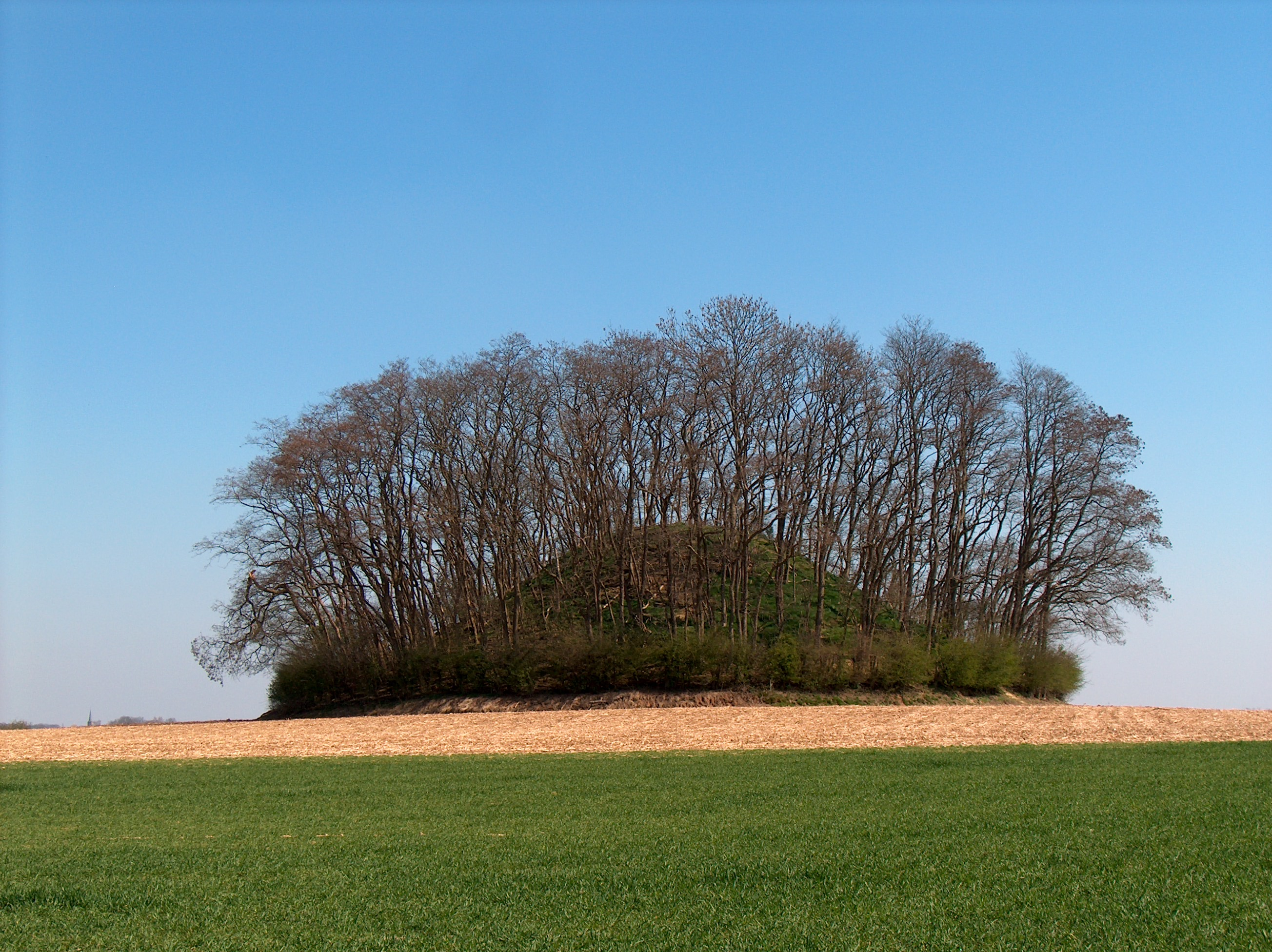
Tumulus d'Hottomont.
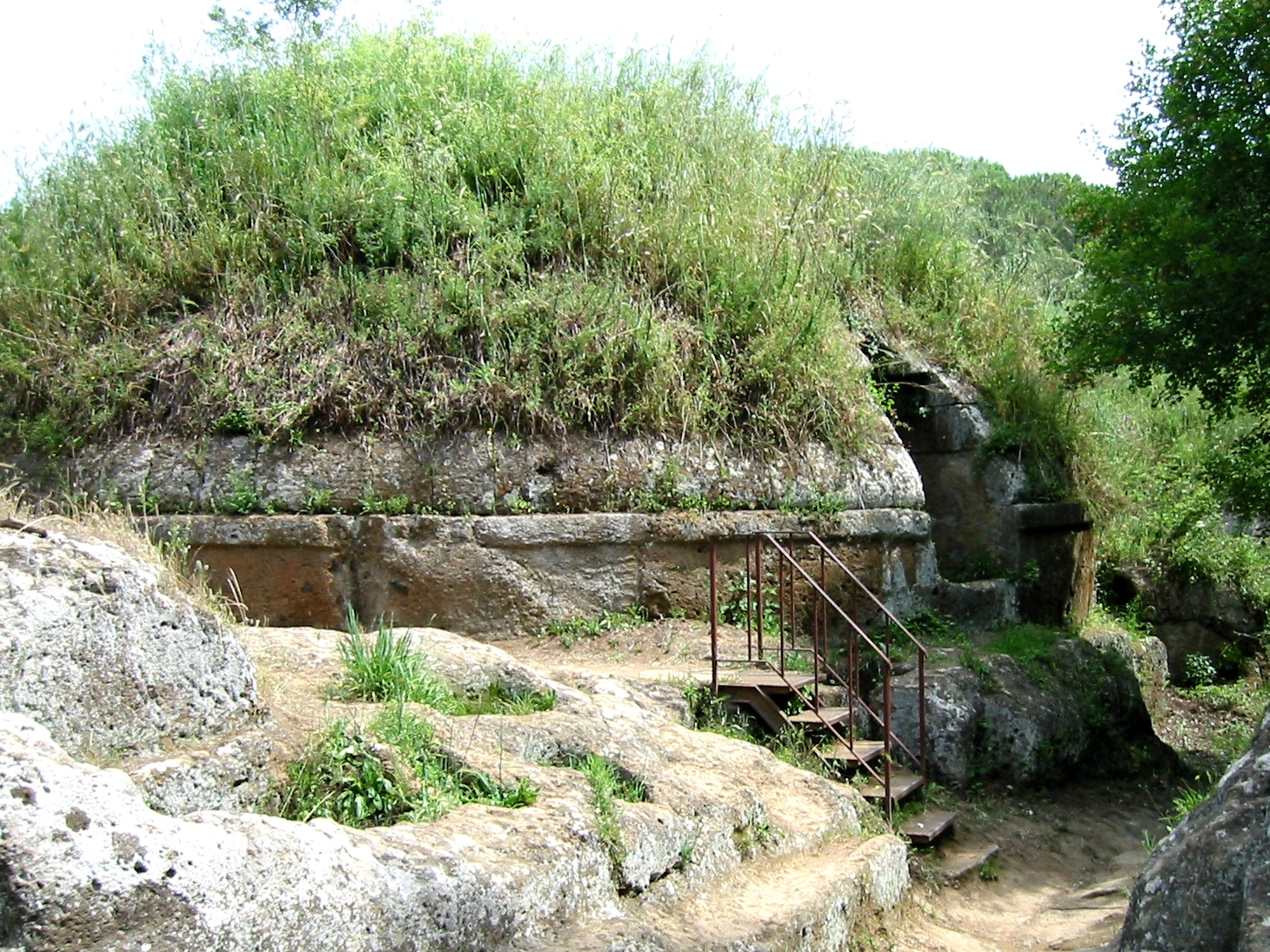
Nécropole de Banditaccia.
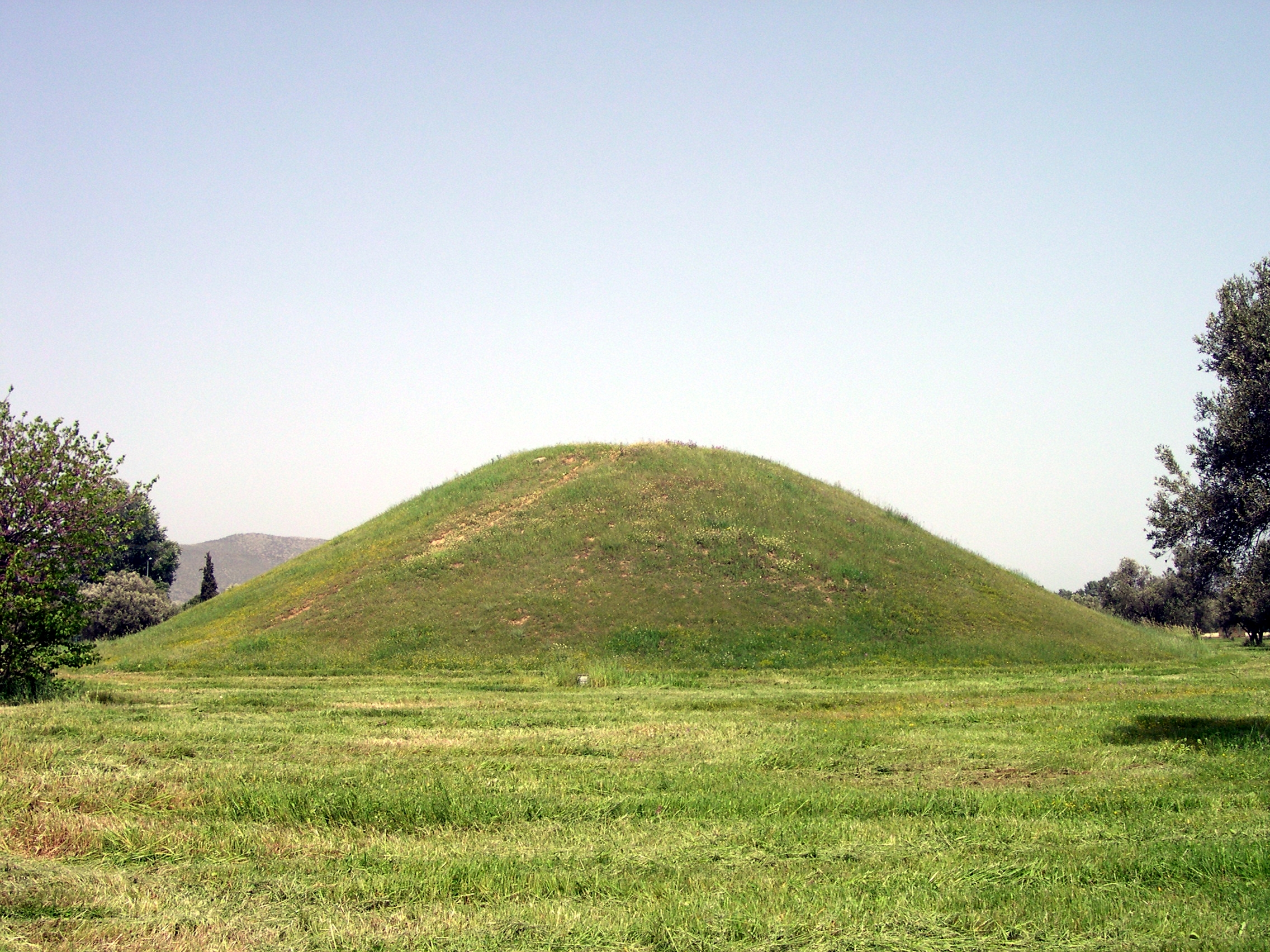
Tumulus des Athéniens (bataille de Marathon).
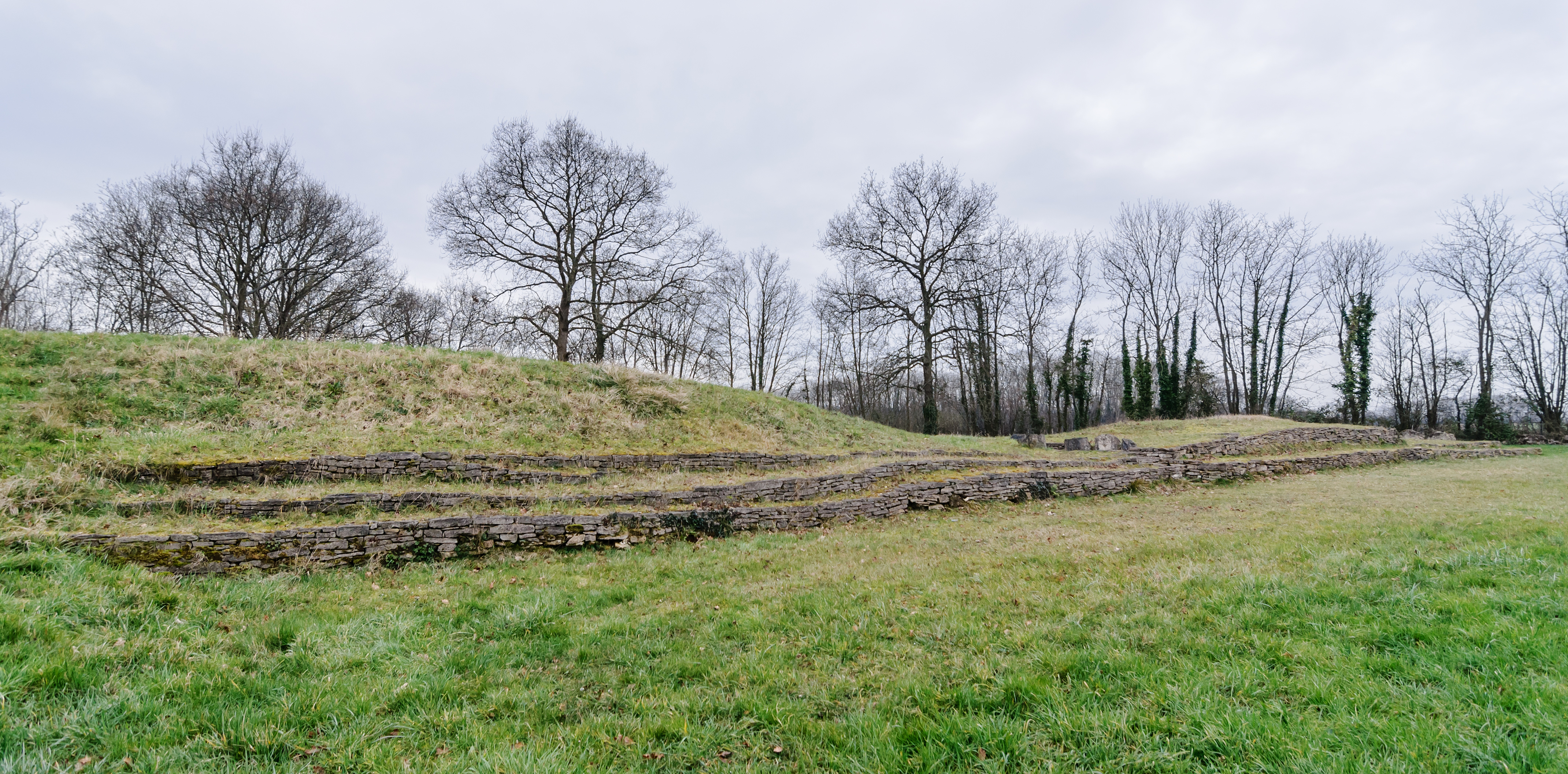
Tumulus de Colombiers-sur-Seulles.